# هری پیل (بازیگر)
هری پیل (آلمانی: Harry Piel; ۱۲ ژوئیهٔ ۱۸۹۲ – ۲۷ مارس ۱۹۶۳) هنرپیشه اهل آلمان بود.
وی کارگردان فیلم‌هایی همچون ماجراهای کاپیتان هانسن بوده است.